# 명필름
명필름은 1995년에 설립된 대한민국의 영화 제작사이다. 신진 영화인을 위한 영화 제작 시스템인 명필름랩(구 명필름영화학교)과 영화관, 공연장, 북카페의 복합공간인 명필름문화센터도 운영하고 있다.

## 내력
회사 설립 직후 1997년 내놓은 영화 《접속》의 성공을 시작으로, 2000년에는 《공동경비구역 JSA》, 2001년에는 《와이키키 브라더스》 등의 히트작을 연달아 내놓았다.
2011년 가을에는 애니메이션 영화 《마당을 나온 암탉》을 성공시켰으며, 2012년에는 《건축학 개론》이 한국 멜로 영화 사상 최다 관객수 410만명을 기록하였다.

## 평가
영화평론가 이동진은 "흥행하기 어려운 장르, 소재, 시나리오에 제작사의 색깔을 입혀 흥행시키는 감각이 놀랍다"라고 평했다. 회사명인 '명필름'은 설립자인 심재명 대표의 이름을 딴 것으로, 심재명은 현재 '충무로 최고의 여성 제작자'로 불리고 있다.

## 우회상장
명필름은 2004년 싸이더스, 강제규필름과 함께 주식교환을 통해 우회상장을 했다. 이에 명필름은 대한민국에서 강제규필름과 함께 주식시장에 진입한 첫 영화사가 됐다.

## 영화
| 개봉             | 영화                      | 감독     | 비고     |
| 1990년대         | 1990년대                  | 1990년대 | 1990년대 |
| ---------------- | ------------------------- | -------- | -------- |
| 1996년 6월 8일   | 《코르셋》                | 정병각   |          |
| 1997년 9월 13일  | 《접속》                  | 장윤현   |          |
| 1998년 4월 25일  | 《조용한 가족》           | 김지운   |          |
| 1998년 12월 19일 | 《해가 서쪽에서 뜬다면》  | 이은     |          |
| 1999년 12월 11일 | 《해피엔드》              | 정지우   |          |
| 2000년대         |                           |          |          |
| 2000년 4월 22일  | 《섬》                    | 김기덕   |          |
| 2000년 9월 9일   | 《공동경비구역 JSA》      | 박찬욱   |          |
| 2001년 10월 27일 | 《와이키키 브라더스》     | 임순례   |          |
| 2002년 3월 8일   | 《버스, 정류장》          | 이미연   |          |
| 2002년 5월 24일  | 《후아유》                | 최호     |          |
| 2002년 10월 3일  | 《YMCA 야구단》           | 김현석   |          |
| 2003년 4월 18일  | 《질투는 나의 힘》        | 박찬옥   |          |
| 2003년 8월 15일  | 《바람난 가족》           | 임상수   |          |
| 2004년 2월 20일  | 《욕망》                  | 김응수   |          |
| 2005년 1월 14일  | 《몽정기 2》              | 정초신   |          |
| 2005년 5월 3일   | 《그때 그사람들》         | 임상수   |          |
| 2005년 5월 27일  | 《안녕, 형아》            | 임태형   |          |
| 2005년 11월 23일 | 《광식이 동생 광태》      | 김현석   |          |
| 2006년 3월 16일  | 《여교수의 은밀한 매력》  | 이하     |          |
| 2006년 4월 26일  | 《사생결단》              | 최호     |          |
| 2006년 8월 24일  | 《아이스케키》            | 여인광   |          |
| 2006년 9월 28일  | 《구미호 가족》           | 이형곤   |          |
| 2007년 4월 12일  | 《극락도 살인사건》       | 김한민   |          |
| 2008년 1월 10일  | 《우리 생애 최고의 순간》 | 임순례   |          |
| 2008년 6월 5일   | 《걸스카우트》            | 김상만   |          |
| 2008년 11월 6일  | 《소년은 울지 않는다》    | 배형준   |          |
| 2009년 10월 28일 | 《파주》                  | 박찬옥   |          |
| 2010년대         |                           |          |          |
| 2010년 4월 15일  | 《작은 연못》             | 이상우   |          |
| 2010년 9월 16일  | 《시라노; 연애조작단》    | 김현석   |          |
| 2011년 7월 28일  | 《마당을 나온 암탉》      | 오성윤   |          |
| 2012년 1월 18일  | 《부러진 화살》           | 정지영   |          |
| 2012년 3월 22일  | 《건축학개론》            | 이용주   |          |
| 2012년 5월 10일  | 《두레소리》              | 조정래   |          |
| 2014년 2월 13일  | 《관능의 법칙》           | 권칠인   |          |
| 2014년 11월 13일 | 《카트》                  | 부지영   |          |
| 2015년 4월 9일   | 《화장》                  | 임권택   |          |
| 2017년 9월 21일  | 《아이 캔 스피크》        | 김현석   |          |
| 2017년 11월 15일 | 《7호실》                 | 이용승   |          |
| 2018년 4월 19일  | 《당신의 부탁》           | 이동은   |          |
| 2019년 5월 1일   | 《나의 특별한 형제》      | 육상효   |          |
| 2019년 10월 30일 | 《니나 내나》             | 이동은   |          |

### 명필름랩
- 《박화영》 (2017)
- 《국도극장》 (2019)